# Urpo Sivula
Urpo Sivula (Kuru, 15 marzo 1988) è un pallavolista finlandese.
Gioca nel ruolo di schiacciatore e opposto nel Vammalan Lentopallo.

## Carriera
La carriera di Urpo Sivula inizia a livello giovanile col Kuru Ryhdissä, club della sua città natale, proseguendo con una militanza di cinque annate al Virtain Urheilijat. Nel 2004 approda al Kuortaneen Urheiluopisto, dove resta per due annate, durante i quali ottiene la promozione dal terza alla seconda serie del campionato finlandese.
Nella stagione 2006-07 approda al Pielaveden Sampo, in Lentopallon Mestaruusliiga: resta legato al club per due annate e mezza, raggiungendo due finali scudetto e vincendo due edizioni della Coppa di Finlandia; nel 2007, dopo aver fatto parte della nazionale Under-21, riceve le prime convocazioni in nazionale maggiore. Nel dicembre 2008 approda per la prima volta all'estero, ingaggiato dal Galatasaray Spor Kulübü, club impegnato in Voleybol 1. Ligi col quale conclude la stagione 2008-09.
Nel campionato 2009-10 approda in Italia, giocando in Serie A1 con la Gabeca Pallavolo di Monza, che lascia nel campionato seguente per approdare nella serie cadetta italiana e difendere i colori del Volley Cavriago. Si trasferisce in Germania nella stagione 2011-12, dove veste la maglia dello Sport-Club Charlottenburg di Berlino, aggiudicandosi lo scudetto. Nella stagione seguente torna in patria, giocando col Lentopalloseura Kokkolan Tiikerit e vincendo lo scudetto.
Nel campionato 2013-14 ritorna nella massima serie turca con l'Arkas Spor Kulübü di Smirne, che lascia tuttavia già nel campionato seguente, quando torna in Finlandia per giocare col Raision Loimu, che lascia già nella stagione 2015-16 per approdare ai rivali del Vammalan Lentopallo con cui conquista tre Coppe di Finlandia e due scudetti.

## Palmarès

### Club
- Campionato tedesco: 1

2011-12
- Campionato finlandese: 3

2012-13, 2016-17, 2017-18
- Coppa di Finlandia: 5

2006, 2007, 2016, 2017, 2018